# Parque Carrasco
|  | No s'ha de confondre amb Carrasco (Montevideo). |

Parque Carrasco és un antic balneari i actual suburbi de la capital proper a Carrasco (del qual és extensió), que ara integra la Ciudad de la Costa i s'ubica entre l'avinguda Giannattasio i la costa del Riu de la Plata, al sud del parc Roosevelt. És una àrea en ràpida expansió demogràfica com a "ciutat dormitori" en el marc de la zona metropolitana de Montevideo. Integra la Ciudad de la Costa des de la seva creació per llei el 1994.

## Informació general
En el període intercensal 1985-1996 la seva població va créixer un 50% i va continuar augmentant des de llavors. És una zona residencial per a les classes mitjana i mitjana alta, i la seva arquitectura sol ser àmplia. Es troba sota jurisdicció del departament de Canelones.
Fins a la dècada de 1970, quan va començar a formalitzar-se el ràpid creixement poblacional, va ser un balneari tradicional i plàcid. Situat al sud del parc Franklin Delano Roosevelt, en el seu entorn funciona l'hotel i centre de conferències Hostal del Lago.

## Població
Parque Carrasco té una població de 8.476 habitants segons les dades del cens de 2004.

## Infraestructura
El balneari és seu del principal aeroport del país, l'Aeroport Internacional de Carrasco, el qual serveix principalment a la ciutat de Montevideo, amb vols nacionals, regionals i internacionals.

## Mapa

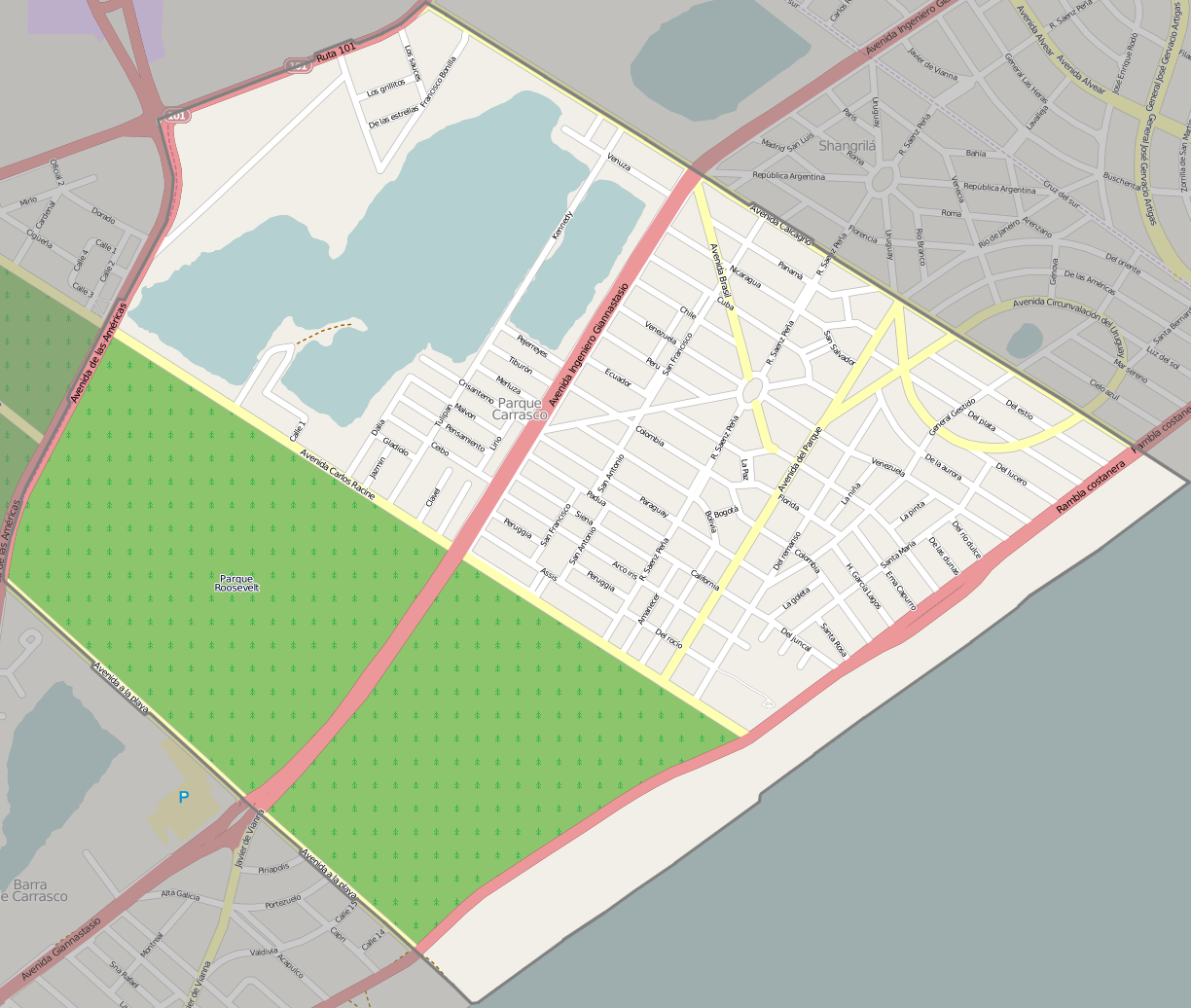
Mapa amb els carrers principals de Parque Carrasco.